# عصارة الليمون

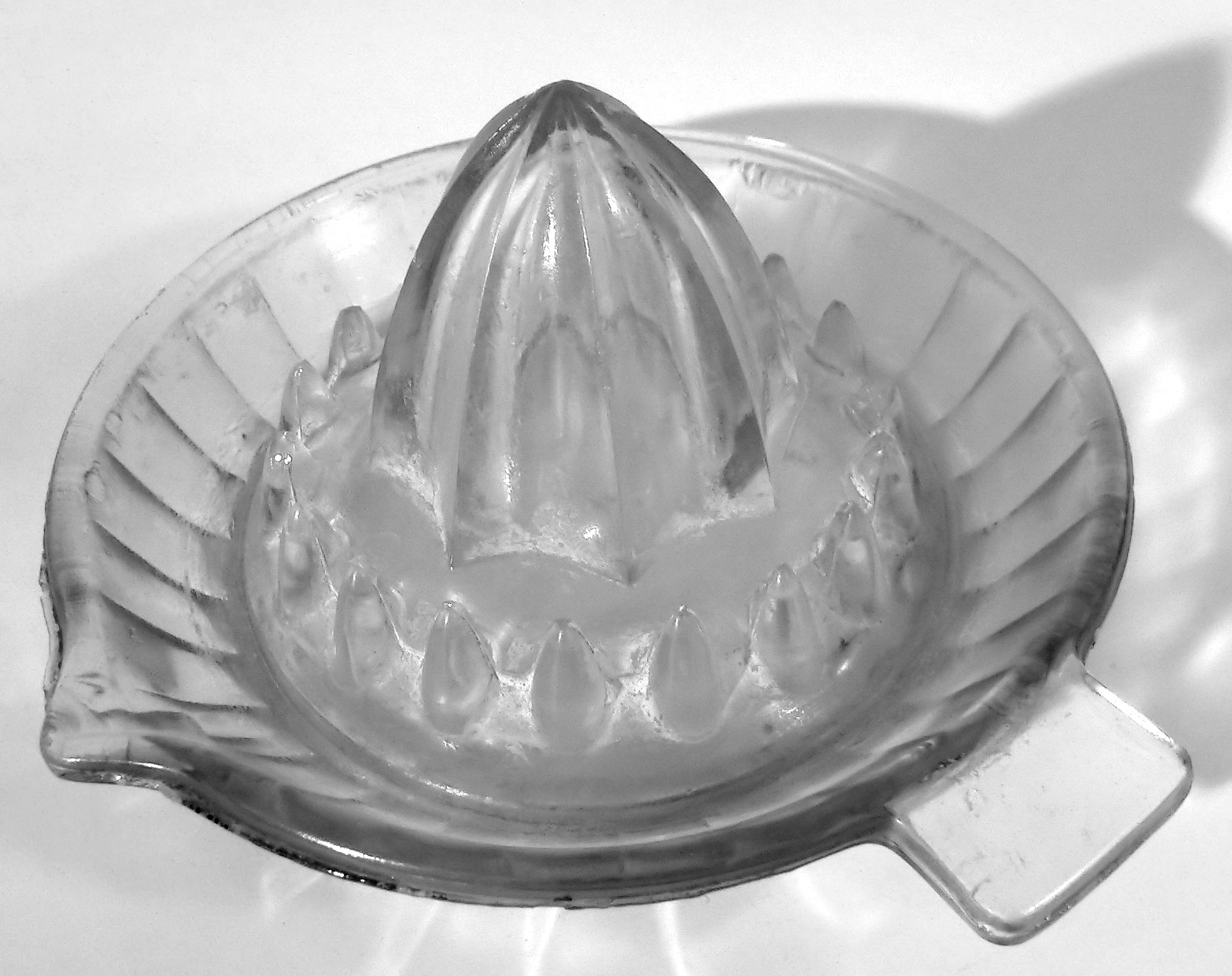
عصارة ليمون من الزجاج المضغوط

عصارة الليمون هي أداة مطبخ صغيرة مُصممة لاستخلاص العصير من الليمون أو أي فواكه حمضية كالبرتقال والكريب فروت، وهي مُصممة لفصل القشر وعصر لب الفاكهة بشكل يُسهل عملها وتُصنع من أي مادة كالبلاستيك أو الزجاج أو الألمنيوم أو السيراميك.
أقدم عصارة ليمون وجدت في تركيا وتعود للقرن ال18.
هناك عدة أنواع من العصارات:
- العصارات اليدوية: هي العصارات التي تقوم باستخدام اليد سواء كان الجهاز كهربائي أو ليس كهربائي يجب عليك الضغط على الليمون أو البرتقال بيدك.
- العصارات الكهربائية: هي العصارات التي تقوم بعملية العصر والتفريق بين سائل العصير والبقايا، حيث لكل منهم لديك مخرج خاص به. وهي تمتاز بالسرعة في العصر وتعمل على تحصيل أقصى كمية ممكنة من العصير.